# Dżurni
Dżurni (perski: جورني) – wieś w Iranie, w ostanie Azerbejdżan Zachodni. W 2006 roku liczyła 366 mieszkańców w 62 rodzinach.